# Roberto Salomone
Roberto Marcelo Salomone Martínez (Mendoza; 16 de enero de 1944) es un exfutbolista argentino que jugaba de delantero.

## Clubes
| Club               | País      | Año       |
| ------------------ | --------- | --------- |
| Atlanta            | Argentina | 1964-1967 |
| Racing Club        | Argentina | 1968-1970 |
| Ferro Carril Oeste | Argentina | 1971      |
| León               | México    | 1971-1977 |
| San Martín Tucumán | Argentina | 1977      |
| Atlanta            | Argentina | 1978      |
| Cúcuta Deportivo   | Colombia  | 1979      |

## Palmarés

### Títulos nacionales
| Título               | Equipo | País   | Año     |
| -------------------- | ------ | ------ | ------- |
| Copa México          | León   | México | 1971-72 |
| Campeón de Campeones | León   | México | 1971-72 |